# Sport-Club Paderborn 07 2017-2018
Questa voce raccoglie le informazioni riguardanti lo Sport-Club Paderborn 07 nelle competizioni ufficiali della stagione 2017-2018.

## Stagione
Nella stagione 2017-2018 il Paderborn, allenato da Steffen Baumgart, concluse il campionato di 3. Liga al 2º posto e fu promosso in 2. Bundesliga. In Coppa di Germania il Paderborn fu eliminato ai quarti di finale dal Bayern Monaco.

## Rosa
| N. |                      | Ruolo | Calciatore          |
| -- | -------------------- | ----- | ------------------- |
| 1  | Germania (bandiera)  | P     | Michael Ratajczak   |
| 4  | Canada (bandiera)    | C     | Massih Wassey       |
| 5  | Germania (bandiera)  | D     | Christian Strohdiek |
| 6  | Austria (bandiera)   | D     | Sebastian Wimmer    |
| 7  | Germania (bandiera)  | C     | Marlon Ritter       |
| 9  | Australia (bandiera) | A     | Kwame Yeboah        |
| 11 | Germania (bandiera)  | A     | Sven Michel         |
| 12 | Germania (bandiera)  | D     | Felix Herzenbruch   |
| 13 | Germania (bandiera)  | D     | Sebastian Schonlau  |
| 14 | Germania (bandiera)  | D     | Thomas Bertels      |
| 15 | Germania (bandiera)  | A     | Phillip Tietz       |
| 16 | Kosovo (bandiera)    | C     | Dardan Karimani     |
| 17 | Germania (bandiera)  | P     | Leopold Zingerle    |
| 18 | Germania (bandiera)  | A     | Tim Mannek          |

| N. |                     | Ruolo | Calciatore              |
| -- | ------------------- | ----- | ----------------------- |
| 19 | Germania (bandiera) | C     | Marc Vucinovic          |
| 20 | Germania (bandiera) | D     | Pascal Itter            |
| 21 | Germania (bandiera) | C     | Philipp Klement         |
| 22 | Ghana (bandiera)    | C     | Christopher Antwi-Adjei |
| 23 | Germania (bandiera) | C     | Robin Krauße            |
| 26 | Germania (bandiera) | C     | Ron Schallenberg        |
| 27 | Germania (bandiera) | D     | Matthias Stingl         |
| 28 | Germania (bandiera) | P     | Till Brinkmann          |
| 29 | Nigeria (bandiera)  | D     | Jamilu Collins          |
| 30 | Germania (bandiera) | D     | Leon Fesser             |
| 31 | Germania (bandiera) | A     | Ben Zolinski            |
| 32 | Germania (bandiera) | C     | Darryl Geurts           |
| 33 | Germania (bandiera) | D     | Lukas Boeder            |

## Organigramma societario
Area tecnica
- Allenatore: Steffen Baumgart
- Allenatore in seconda: Danilo, Daniel Scherning
- Preparatore dei portieri: Nico Burchert
- Preparatori atletici:

## Calciomercato

### Sessione estiva
| Acquisti | Acquisti                | Acquisti             | Acquisti |
| R.       | Nome                    | da                   | Modalità |
| -------- | ----------------------- | -------------------- | -------- |
| C        | Marlon Ritter           | Fortuna Düsseldorf   |          |
| C        | Darryl Geurts           | Union Fürstenwalde   |          |
| C        | Christopher Antwi-Adjei | Sprockhövel          |          |
| P        | Till Brinkmann          | Eintracht Treviri    |          |
| D        | Leon Fesser             | Bayern Monaco II     |          |
| A        | Timo Mauer              | RB Lipsia II         |          |
| A        | Dennis Srbeny           | BFC Dynamo           |          |
| C        | Massih Wassey           | Borussia Dortmund II |          |
| P        | Leopold Zingerle        | Magdeburgo           |          |

| Cessioni | Cessioni            | Cessioni           | Cessioni |
| R.       | Nome                | a                  | Modalità |
| -------- | ------------------- | ------------------ | -------- |
| A        | Timo Mauer          | Carl Zeiss Jena    |          |
| C        | Marcus Piossek      | Sportfreunde Lotte |          |
| A        | Zlatko Dedič        | Wacker Innsbruck   |          |
| C        | Christian Bickel    | Osnabrück          |          |
| A        | Sergio Gucciardo    | Bochum U19         |          |
| D        | Sebastian Heidinger | Holstein Kiel      |          |
| C        | Nils Köhler         | Lippstadt 08       |          |
| P        | Lukas Kruse         | Holstein Kiel      |          |
| A        | Roope Riski         | St. Pölten         |          |

### Sessione invernale
| Acquisti | Acquisti        | Acquisti               | Acquisti |
| R.       | Nome            | da                     | Modalità |
| -------- | --------------- | ---------------------- | -------- |
| C        | Philipp Klement | Magonza                |          |
| A        | Kwame Yeboah    | Borussia M'gladbach    |          |
| A        | Phillip Tietz   | Eintracht Braunschweig |          |

| Cessioni | Cessioni            | Cessioni        | Cessioni |
| R.       | Nome                | a               | Modalità |
| -------- | ------------------- | --------------- | -------- |
| C        | Marc-André Kruska   | Werder Brema II |          |
| C        | Aykut Soyak         | Elversberg      |          |
| A        | Dennis Srbeny       | Norwich City    |          |
| C        | Semir Šarić         | Wuppertal       |          |
| A        | Koen van der Biezen | TOP Oss         |          |

## Risultati

### 3. Liga

#### Girone di andata
| Arbitro: | Zwayer |

|                                                   |           |                                                        |
| Pintol 1’ (rig.) Helwe 73’ Slišković 74’ Manu 84’ | Marcatori | 5’ Zolinski 18’ (rig.) Vucinovic 45’ Srbeny 60’ Michel |

| Arbitro: | Rohde |

|                                      |           |                      |
| Krauße 9’ Zolinski 45’ Strohdiek 75’ | Marcatori | 49’ Hansch 84’ Kluft |

| Arbitro: | Jöllenbeck |

|         |           |                               |
| Dej 32’ | Marcatori | 27’ Michel 90’ van der Biezen |

| Arbitro: | Schult |

|                                                    |           |  |
| Wassey 25’ Zolinski 37’, 43’ Michel 51’ Srbeny 65’ | Marcatori |  |

| Arbitro: | Wollenweber |

|  |           |            |
|  | Marcatori | 34’ Michel |

| Arbitro: | Thomsen |

|                   |           |  |
| Wassey 16’ (rig.) | Marcatori |  |

| Arbitro: | Welz |

|                        |           |                                         |
| Müller 82’ Neumann 84’ | Marcatori | 14’ Michel 65’ (rig.) Srbeny 85’ Ritter |

| Arbitro: | Cortus |

|                        |           |              |
| Wassey 67’, 81’ (rig.) | Marcatori | 29’ Heinrich |

| Arbitro: | Brand |

|          |           |  |
| Beck 62’ | Marcatori |  |

| Arbitro: | Ittrich |

|                        |           |                  |
| Bertels 38’ Srbeny 88’ | Marcatori | 53’ Wannenwetsch |

| Arbitro: | Winter |

|           |           |                                           |
| Lange 39’ | Marcatori | 13’ Michel 80’ Schonlau 90’ (rig.) Srbeny |

| Arbitro: | Kornblum |

|                                                                    |           |                   |
| Srbeny 10’ Ritter 16’ Michel 20’, 34’, 46’ Schonlau 24’ Wassey 68’ | Marcatori | 54’ (rig.) Käuper |

| Arbitro: | Schwermer |

|                                         |           |  |
| Wassey 10’ (rig.) Srbeny 79’ Michel 87’ | Marcatori |  |

| Arbitro: | Badstübner |

|                                             |           |            |
| Strohdiek 17’ (aut.) Grösch 22’ Wolfram 64’ | Marcatori | 63’ Ritter |

| Arbitro: | Hartmann |

|                              |           |  |
| Zolinski 37’, 63’ Krauße 61’ | Marcatori |  |

| Arbitro: | Müller |

|  |           |                             |
|  | Marcatori | 12’, 67’ Ritter 70’ Bertels |

| Arbitro: | Kempkes |

|  |           |                            |
|  | Marcatori | 49’ Schleusener 61’ Mehlem |

| Arbitro: | Müller |

|                                                    |           |               |
| Andrist 27’ Ruprecht 32’, 70’ (rig.) Schäffler 56’ | Marcatori | 79’ Strohdiek |

| Arbitro: | Steinhaus-Webb |

|                                           |           |                   |
| Zolinski 28’ Wassey 44’ (rig.) Srbeny 54’ | Marcatori | 30’ (aut.) Boeder |

#### Girone di ritorno
| Paderborn 15 dicembre 2017, ore 19:00 CET 20ª giornata | Paderborn | 0 – 0 referto | Hallescher | Benteler-Arena (5 431 spett.)\| Arbitro: \| Bacher \| |
| Arbitro:                                               | Bacher    |               |            |                                                       |

| Arbitro: | Fritsch |

|  |           |                            |
|  | Marcatori | 31’ Antwi-Adjei 56’ Srbeny |

| Arbitro: | Schröder |

|                                                   |           |  |
| Ritter 36’, 50’ Zolinski 45’ Tietz 58’ Fesser 73’ | Marcatori |  |

| Arbitro: | Lossius |

|             |           |           |
| Gehring 74’ | Marcatori | 34’ Tietz |

| Arbitro: | Steinhaus-Webb |

|  |           |              |
|  | Marcatori | 68’ Bergmann |

| Meppen 27 marzo 2018, ore 19:00 CEST 25ª giornata | Meppen  | 0 – 0 referto | Paderborn | Hänsch-Arena (6 659 spett.)\| Arbitro: \| Ittrich \| |
| Arbitro:                                          | Ittrich |               |           |                                                      |

| Paderborn 24 febbraio 2018, ore 14:00 CET 26ª giornata | Paderborn  | 0 – 0 referto | Kickers Würzburg | Benteler-Arena (6 184 spett.)\| Arbitro: \| Willenborg \| |
| Arbitro:                                               | Willenborg |               |                  |                                                           |

| Arbitro: | Jablonski |

|              |           |             |
| Grimaldi 18’ | Marcatori | 76’ Klement |

| Arbitro: | Bacher |

|            |           |          |
| Yeboah 63’ | Marcatori | 61’ Weil |

| Arbitro: | Schlager |

|                         |           |                                     |
| Väyrynen 10’ Breier 16’ | Marcatori | 53’ Ritter 86’ Michel 90’ Strohdiek |

| Arbitro: | Schröder |

|                      |           |  |
| Michel 59’ Tietz 90’ | Marcatori |  |

| Arbitro: | Weickenmeier |

|  |           |                             |
|  | Marcatori | 58’ Klement 62’ Antwi-Adjei |

| Arbitro: | Aarnink |

|  |           |                                          |
|  | Marcatori | 7’, 56’ Michel 24’ Ritter 67’, 83’ Tietz |

| Arbitro: | Zorn |

|                                                      |           |  |
| Antwi-Adjei 22’, 35’ Michel 38’, 64’, 82’ Yeboah 85’ | Marcatori |  |

| Arbitro: | Petersen |

|  |           |                                                      |
|  | Marcatori | 33’ Krauße 51’, 60’ Antwi-Adjei 75’ Tietz 85’ Wassey |

| Arbitro: | Müller |

|                                    |           |  |
| Michel 3’, 31’ Schonlau 27’ (rig.) | Marcatori |  |

| Karlsruhe 28 aprile 2018, ore 14:00 CEST 36ª giornata | Karlsruhe | 0 – 0 referto | Paderborn | Wildparkstadion (16 899 spett.)\| Arbitro: \| Kampka \| |
| Arbitro:                                              | Kampka    |               |           |                                                         |

| Arbitro: | Kempter |

|                                   |           |             |
| Zolinski 62’, 86’ Antwi-Adjei 63’ | Marcatori | 64’ Mintzel |

| Arbitro: | Hussein |

|                            |           |                                             |
| Keita-Ruel 37’ Dahmani 60’ | Marcatori | 25’, 72’, 87’ (rig.) Ritter 63’ Antwi-Adjei |

### Coppa di Germania
| Arbitro: | Jablonski |

|                            |           |             |
| Wassey 41’ Antwi-Adjei 79’ | Marcatori | 90’ Allagui |

| Arbitro: | Stegemann |

|                      |           |  |
| Michel 7’ Wassey 85’ | Marcatori |  |

| Arbitro: | Zwayer |

|              |           |  |
| Zolinski 56’ | Marcatori |  |

| Arbitro: | Schmidt |

|  |           |                                                                   |
|  | Marcatori | 19’ Coman 25’ Lewandowski 42’ Kimmich 55’ Tolisso 86’, 88’ Robben |

## Statistiche

### Statistiche di squadra
| Competizione      | Punti | In casa | In casa | In casa | In casa | In casa | In casa | In trasferta | In trasferta | In trasferta | In trasferta | In trasferta | In trasferta | Totale | Totale | Totale | Totale | Totale | Totale | DR  |
| Competizione      | Punti | G       | V       | N       | P       | Gf      | Gs      | G            | V            | N            | P            | Gf           | Gs           | G      | V      | N      | P      | Gf     | Gs     | DR  |
| ----------------- | ----- | ------- | ------- | ------- | ------- | ------- | ------- | ------------ | ------------ | ------------ | ------------ | ------------ | ------------ | ------ | ------ | ------ | ------ | ------ | ------ | --- |
| 3. Liga           | 83    | 19      | 14      | 3       | 2       | 49      | 11      | 19           | 11           | 5            | 3            | 41           | 22           | 38     | 25     | 8      | 5      | 90     | 33     | +57 |
| Coppa di Germania | -     | 4       | 3       | 0       | 1       | 5       | 7       | 0            | 0            | 0            | 0            | 0            | 0            | 4      | 3      | 0      | 1      | 5      | 7      | -2  |
| Totale            | 83    | 23      | 17      | 3       | 3       | 54      | 18      | 19           | 11           | 5            | 3            | 41           | 22           | 42     | 28     | 8      | 6      | 95     | 40     | +55 |

### Andamento in campionato
| Giornata  | 1 | 2 | 3 | 4 | 5 | 6 | 7 | 8 | 9 | 10 | 11 | 12 | 13 | 14 | 15 | 16 | 17 | 18 | 19 | 20 | 21 | 22 | 23 | 24 | 25 | 26 | 27 | 28 | 29 | 30 | 31 | 32 | 33 | 34 | 35 | 36 | 37 | 38 |
| --------- | - | - | - | - | - | - | - | - | - | -- | -- | -- | -- | -- | -- | -- | -- | -- | -- | -- | -- | -- | -- | -- | -- | -- | -- | -- | -- | -- | -- | -- | -- | -- | -- | -- | -- | -- |
| Luogo     | T | C | T | C | T | C | T | C | T | C  | T  | C  | C  | T  | C  | T  | C  | T  | C  | C  | T  | C  | T  | C  | T  | C  | T  | C  | T  | C  | T  | T  | C  | T  | C  | T  | C  | T  |
| Risultato | N | V | V | V | V | V | V | V | P | V  | V  | V  | V  | P  | V  | V  | P  | P  | V  | N  | V  | V  | N  | P  | N  | N  | N  | N  | V  | V  | V  | V  | V  | V  | V  | N  | V  | V  |
| Posizione | 6 | 7 | 7 | 1 | 2 | 1 | 1 | 1 | 1 | 1  | 1  | 1  | 1  | 1  | 1  | 1  | 1  | 1  | 1  | 2  | 1  | 1  | 1  | 1  | 2  | 1  | 1  | 1  | 1  | 1  | 1  | 1  | 1  | 1  | 1  | 2  | 2  | 2  |

Legenda:

Luogo: C = Casa; T = Trasferta. Risultato: V = Vittoria; N = Pareggio; P = Sconfitta.

### Statistiche dei giocatori
| Giocatore         | 3. Liga  | 3. Liga | 3. Liga     | 3. Liga    | Coppa di Germania | Coppa di Germania | Coppa di Germania | Coppa di Germania | Totale   | Totale | Totale      | Totale     |
| Giocatore         | Presenze | Reti    | Ammonizioni | Espulsioni | Presenze          | Reti              | Ammonizioni       | Espulsioni        | Presenze | Reti   | Ammonizioni | Espulsioni |
| ----------------- | -------- | ------- | ----------- | ---------- | ----------------- | ----------------- | ----------------- | ----------------- | -------- | ------ | ----------- | ---------- |
| C. Antwi-Adjei    | 36       | 8       | 3           | 0          | 4                 | 1                 | 0                 | 0                 | 40       | 9      | 3           | 0          |
| T. Bertels        | 22       | 2       | 2           | 1          | 3                 | 0                 | 0                 | 0                 | 25       | 2      | 2           | 1          |
| L. Boeder         | 36       | 0       | 0           | 0          | 4                 | 0                 | 1                 | 0                 | 40       | 0      | 1           | 0          |
| T. Brinkmann      | 0        | 0       | 0           | 0          | 0                 | 0                 | 0                 | 0                 | 0        | 0      | 0           | 0          |
| J. Collins        | 19       | 0       | 3           | 0          | 1                 | 0                 | 0                 | 0                 | 20       | 0      | 3           | 0          |
| L. Fesser         | 5        | 1       | 0           | 0          | 0                 | 0                 | 0                 | 0                 | 5        | 1      | 0           | 0          |
| D. Geurts         | 3        | 0       | 1           | 0          | 1                 | 0                 | 0                 | 0                 | 4        | 0      | 1           | 0          |
| F. Herzenbruch    | 28       | 0       | 4           | 0          | 4                 | 0                 | 0                 | 0                 | 32       | 0      | 4           | 0          |
| P. Itter          | 0        | 0       | 0           | 0          | 0                 | 0                 | 0                 | 0                 | 0        | 0      | 0           | 0          |
| D. Karimani       | 0        | 0       | 0           | 0          | 0                 | 0                 | 0                 | 0                 | 0        | 0      | 0           | 0          |
| P. Klement        | 16       | 2       | 0           | 0          | 1                 | 0                 | 0                 | 0                 | 17       | 2      | 0           | 0          |
| R. Krauße         | 36       | 3       | 14          | 0          | 4                 | 0                 | 1                 | 0                 | 40       | 3      | 15          | 0          |
| T. Mannek         | 0        | 0       | 0           | 0          | 0                 | 0                 | 0                 | 0                 | 0        | 0      | 0           | 0          |
| S. Michel         | 37       | 19      | 5           | 0          | 4                 | 1                 | 0                 | 0                 | 41       | 20     | 5           | 0          |
| M. Piossek        | 0        | 0       | 0           | 0          | 0                 | 0                 | 0                 | 0                 | 0        | 0      | 0           | 0          |
| M. Ratajczak      | 4        | 0       | 0           | 0          | 4                 | 0                 | 0                 | 0                 | 8        | 0      | 0           | 0          |
| M. Ritter         | 29       | 12      | 8           | 0          | 2                 | 0                 | 0                 | 0                 | 31       | 12     | 8           | 0          |
| R. Schallenberg   | 0        | 0       | 0           | 0          | 0                 | 0                 | 0                 | 0                 | 0        | 0      | 0           | 0          |
| S. Schonlau       | 35       | 3       | 8           | 1          | 4                 | 0                 | 2                 | 0                 | 39       | 3      | 10          | 1          |
| A. Soyak          | 9        | 0       | 0           | 0          | 0                 | 0                 | 0                 | 0                 | 9        | 0      | 0           | 0          |
| D. Srbeny         | 15       | 9       | 3           | 0          | 3                 | 0                 | 0                 | 0                 | 18       | 9      | 3           | 0          |
| M. Stingl         | 4        | 0       | 1           | 0          | 1                 | 0                 | 0                 | 0                 | 5        | 0      | 1           | 0          |
| C. Strohdiek      | 35       | 3       | 4           | 1          | 4                 | 0                 | 2                 | 0                 | 39       | 3      | 6           | 1          |
| P. Tietz          | 18       | 6       | 1           | 0          | 1                 | 0                 | 0                 | 0                 | 19       | 6      | 1           | 0          |
| M. Vucinovic      | 6        | 1       | 1           | 0          | 0                 | 0                 | 0                 | 0                 | 6        | 1      | 1           | 0          |
| M. Wassey         | 29       | 8       | 2           | 0          | 4                 | 2                 | 0                 | 0                 | 33       | 10     | 2           | 0          |
| S. Wimmer         | 16       | 0       | 1           | 0          | 1                 | 0                 | 0                 | 0                 | 17       | 0      | 1           | 0          |
| K. Yeboah         | 11       | 2       | 0           | 0          | 0                 | 0                 | 0                 | 0                 | 11       | 2      | 0           | 0          |
| L. Zingerle       | 35       | 0       | 0           | 1          | 0                 | 0                 | 0                 | 0                 | 35       | 0      | 0           | 1          |
| B. Zolinski       | 34       | 10      | 5           | 0          | 4                 | 1                 | 3                 | 0                 | 38       | 11     | 8           | 0          |
| K. van der Biezen | 13       | 1       | 2           | 0          | 2                 | 0                 | 0                 | 0                 | 15       | 1      | 2           | 0          |